# Michele Godena
Michele Godena (Valdobbiadene, 30 giugno 1967) è uno scacchista italiano, Grande maestro.

## Carriera scacchistica
Inizia a giocare a scacchi a cinque anni sotto la guida del padre e all'età di sette anni comincia a frequentare l'Associazione Scacchistica Trevigiana.
Ottiene il titolo di Candidato Maestro a 12 anni e nel 1980 vince con 7 punti su 9 il torneo internazionale Under-20 di Sas van Gent nei Paesi Bassi.
Nel 1982 è secondo nel Campionato del mondo Under-16 di Guayaquil in Ecuador (vinto dal russo Evgenij Bareev).
Nel 1984 all'età di 17 anni ottiene il titolo di Maestro.
Nel congresso FIDE di Erevan 1996 gli viene riconosciuto definitivamente il titolo di Grande Maestro.
Nel 2007 ha pubblicato per l'editrice Caissa Italia il libro La mia Siciliana, dedicato alla variante Alapin della Siciliana (1.e4 c5 2.c3) con la quale ha ottenuto numerose vittorie, anche con campioni come Lajos Portisch, Lewon Aronyan, Étienne Bacrot, Sergej Tivjakov e Judit Polgár.
Per molto tempo è stato il giocatore italiano con l'Elo più alto, fin quando nel luglio 2007 è stato superato dal giovanissimo Fabiano Caruana.
Il suo record nel rating mondiale lo raggiunge nella classifica FIDE di marzo 2010 dove ottiene 2561 punti Elo, numero 2 in Italia dietro Fabiano Caruana.

## Principali risultati
Ha vinto cinque volte il Campionato italiano di scacchi: Reggio Emilia 1992, Filettino 1993, Verona 1995, Cremona 2005 e 2006, quest'ultimo dopo gli spareggi blitz contro Fabiano Caruana. Nel 1987 alla sua prima partecipazione si classifica al terzo posto.
Ha vinto quattordici volte il Campionato italiano a squadre: sette con la squadra del "VIMAR Marostica" (nel 1993, 1997, 2001, 2002, 2003, 2004 e 2007) e sette con l'Obiettivo Risarcimento Padova (2012, 2013, 2014, 2015, 2017, 2018 e 2019)

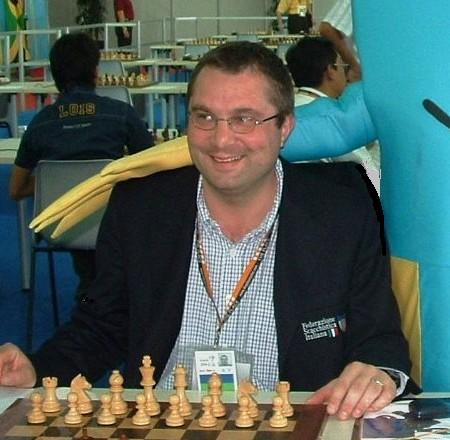
Michele Godena nel 2006

Nel dicembre del 2007 ha vinto il campionato italiano lampo online giocato sul server Playchess.
Nell'aprile 2015 ha vinto a Fano il campionato italiano lampo.
Il 24 giugno 2007 è diventato Campione dell'Unione europea (con 8/10 ed una performance Elo di 2.650 punti) concludendo il torneo a pari punti con il GM serbo Nikola Sedlak che però non concorreva per il titolo in quanto appartenente ad un Paese non facente parte dell'Unione Europea.
Nel 2010 ha vinto a Coira con la Nazionale Italiana la 29ª edizione della Mitropa Cup, manifestazione che vede la partecipazione di 10 nazioni centro-europee. Per l'Italia si è trattato del più importante trofeo mai vinto in una competizione a squadre. Sempre nella stessa manifestazione, nel 1983 e nel 2011, ha vinto la Medaglia d'Oro individuale in terza scacchiera.
Ha disputato con la Nazionale Italiana quattordici edizioni delle Olimpiadi giocando 141 partite (35+ 74= 32-) : Salonicco 1988, Novi Sad 1990 Manila 1992, Mosca 1994 Erevan 1996, Ėlista 1998, Istanbul 2000, Bled 2002, Calvià 2004, Torino 2006, Dresda 2008, Chanty-Mansijsk 2010, Istanbul 2012 e Batumi 2018. Miglior piazzamento individuale il 9º posto in seconda scacchiera nel 1998.
Ha disputato con la Nazionale Italiana dodici edizioni consecutive del Campionato europeo a squadre giocando 90 partite (13+ 55= 23-): Debrecen 1992, Pola 1997, Batumi 1999, Leòn 2001, Plovdiv 2003, Göteborg 2005, Creta 2007, Novi Sad 2009, Sitonia 2011, Varsavia 2013, Reykjavík 2015 e Creta 2017.
Ha partecipato a 21 Campionati europei individuali: Saint Vincent 2000, Ohrid 2001, Batumi 2002, Istanbul 2003, Varsavia 2005, Kuşadası 2006, Dresda 2007, Budua 2009, Fiume 2010, Aix-les-Bains 2011, Plovdiv 2012, Legnica 2013, Gerusalemme 2015, Gjakova 2016, Minsk 2017, Batumi 2018, Skopje 2019, Podčetrtek 2022, Vrnjačka Banja 2023, Castellastua 2024, Eforie Nord 2025.
Nel 1983 ottiene un notevole 1º posto ex aequo, a soli 16 anni, nel torneo di Porto San Giorgio. Seguono due vittorie nell'open di Madonna di Campiglio (nel 1985 ex aequo e nel 1986 in solitaria). Nel 1985 vince anche l'open di Celle Ligure con 8 su 9.
Nel 1988 ottiene le prime due norme di Maestro Internazionale negli open di Lugano e di Biel. La terza e definitiva norma viene conquistata in settembre-ottobre nel torneo chiuso di Litoměřice in Cecoslovacchia. Nello stesso anno vince anche il campionato a squadre ARCI-UISP a Spinea, in prima scacchiera con la squadra dell'Associazione Scacchistica Trevigiana.
Nel 1989 vince il prestigioso torneo open di Aosta davanti a ben 13 Grandi Maestri (tra cui Evgenij Bareev, Ian Rogers, Jonathan Flear e García Palermo) e 29 Maestri Internazionali.
Nel 1991 partecipa per la prima volta al Torneo di Capodanno di Reggio Emilia nel "Memorial Chicco", classificandosi al 4º posto. Parteciperà ad altre dieci edizioni del torneo di capodanno. Nel Torneo di Capodanno 1992/93 vince con tutti i tre Grandi Maestri stranieri presenti: Rafael Vaganian, vincitore del torneo, Lajos Portisch e Zurab Azmaiparashvili. Una sconfitta col MI Bruno Belotti gli impedì di conquistare la prima norma di Grande Maestro e il 2º posto nel torneo. In quanto primo tra gli italiani vinse il campionato italiano 1992 abbinato al torneo. Nel 2009/2010 ha chiuso imbattuto al terzo posto ex aequo con Caruana e con una performance di 2712 punti Elo FIDE un torneo che era di 15ª categoria FIDE (media Elo 2624).
Nel 1995 vince il torneo di Asti con 7 su 9, ottenendo la prima norma di Grande Maestro. In febbraio disputa un match amichevole a Cannes su sei partite con l'astro nascente francese Étienne Bacrot (attualmente ai vertici della classifica mondiale) e lo vince con un perentorio +4 =2. In novembre ottiene la seconda norma di GM nel torneo zonale di Linares in Spagna.
Nel 1997 ha vinto l'open A di Cannes davanti a moltissimi Grandi Maestri. Nel 1998 ha vinto i tornei di Bolzano, Arco di Trento e, a pari merito, di Genova e Padova.
Nel settembre del 2000 compie un'impresa storica: nel torneo zonale di Mondariz in Spagna si qualifica, primo tra gli italiani, per la fase finale del Campionato del mondo di scacchi che si è tenuta in India a Nuova Delhi. Verrà però superato al tie-break dal GM rumeno Viorel Iordachescu.
Nel 2002 e 2003 vince il torneo Pentium ad inviti di Milano e sempre nel 2003 il torneo ad inviti di Taormina.
Nel 2006 ha vinto ex aequo con 6 ½ /9 il forte open Aeroflot-B di Mosca.
Nel 2008 vince in marzo l'open di Lugano (1º ex aequo con 5 ½ su 7 ma 1º per il Bucholz), in agosto l'open "Novotel" di Genova e il campionato italiano semilampo di Saint Vincent.

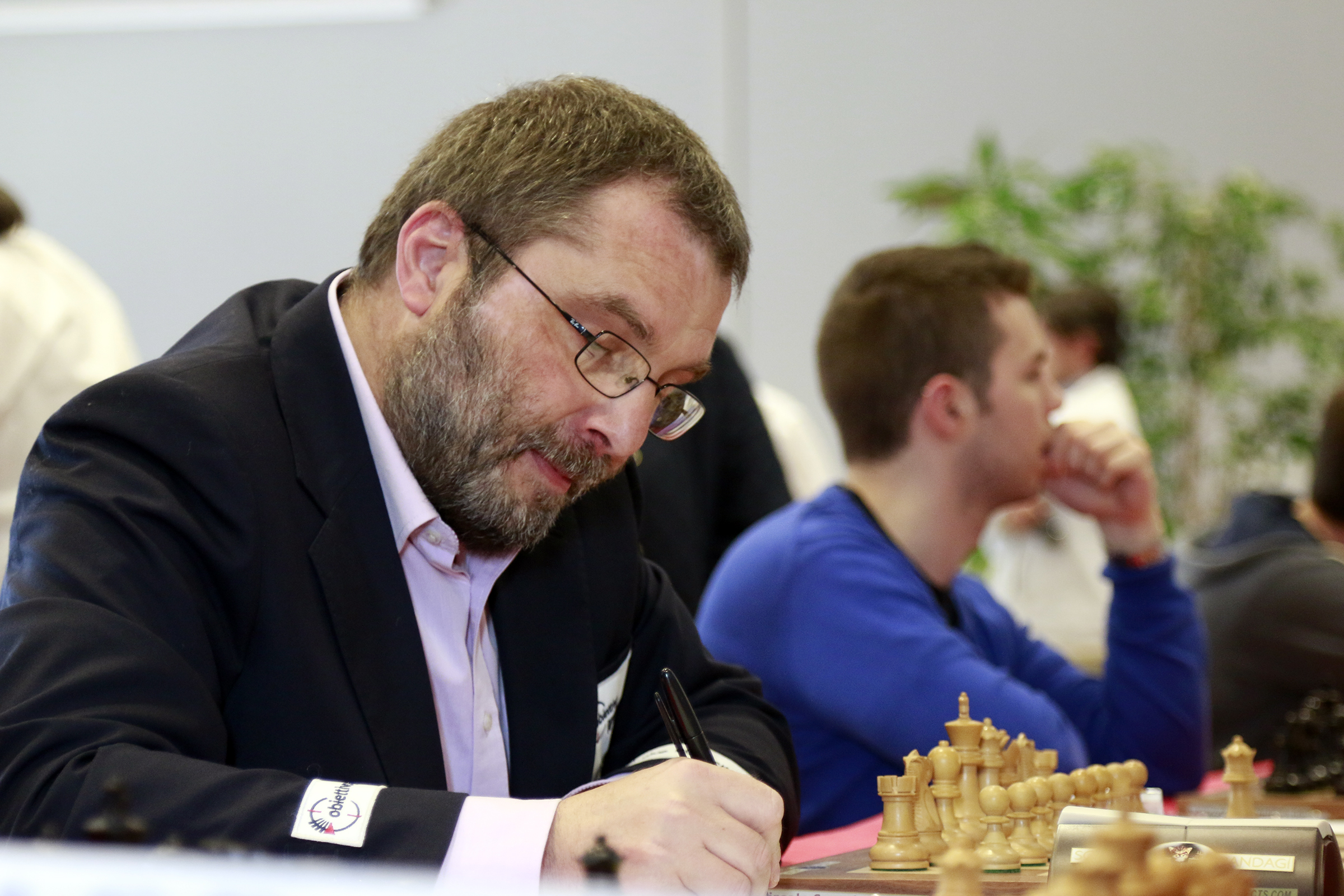
Michele Godena. 47° CIS Master 2015, Civitanova Marche (MC).

Nel 2010 ha vinto davanti al GM polacco Michał Olszewski il 1º Torneo Internazionale di Scacchi ospitato a bordo della Costa Concordia, evento unico nel suo genere perché disputato durante una crociera nel Mediterraneo. In giugno a Coira vince con l'Italia la sua prima Mitropa Cup.
Nel luglio del 2016 ha vinto a Ginevra il 3° Championnat de parties blitz de la Francophonie con 10 punti su 11 turni, nella sezione Rapid è arrivato secondo con 13,5 punti su 15 turni, battuto a solo negli spareggi tecnici da Christian Bauer. Successivamente ha vinto le semifinali del CIA 2016, qualificandosi per le finali 2016 del Campionato Italiano Assoluto. Nel mese di ottobre ha vinto a Mentone il 4ème Championnat de la Francophonie.
Nel maggio del 2017 a Gallipoli vince il Campionato italiano di scacchi a squadre con la squadra del Obiettivo Risarcimento Padova.
Nel luglio del 2017 partecipa all'European Senior Chess for team di Novi Sad il Campionato over 50. La squadra italiana, composta da Michele Godena, Carlos García Palermo, Sergio Mariotti, Fabrizio Bellia e Fabio Bruno si classifica al secondo posto.
Nell'aprile 2018 a Wałbrzych vince con l'Italia l'European Senior Team Chess Championship over 50 . In maggio del 2018 a Gallipoli vince ancora il Campionato italiano di scacchi a squadre con la squadra del Obiettivo Risarcimento Padova. In giugno a Isola di Capo Rizzuto vince con l'Italia la sua seconda Mitropa Cup.. In ottobre partecipa a Batumi alle Olimpiadi. Giocando in 2a scacchiera ottiene 2 punti (+0 =4 -3) nelle 7 partite giocate.
Nell'aprile 2019 a Rodi si classifica secondo con l'Italia nei Campionati Mondiali seniores over50 e a maggio a Bressanone vince ancora il Campionato italiano di scacchi a squadre con la squadra dell'Obiettivo Risarcimento Padova.

## Vita privata
Laureato in Conservazione dei Beni Culturali, vive con la famiglia a Finale Ligure in provincia di Savona.

## Partite notevoli
- Reshevsky–Godena, Open di Lugano 1988[19]
- Godena-Kuprėjčyk, Open di Berlino 1992[20]
- Godena-Arlandi, Camp.Italiano, Filettino 1993[21]
- Godena-Hebden, Zonale di Linares 1995[22]
- Bacrot-Godena, Olimpiadi di Elista 1998[23]
- Hodgson-Godena, Zonale di Mondariz 2000[24]
- Godena-Conquest, Campionato Europeo 2001[25]
- Godena-Aronyan, Campionato Europeo a squadre 2002[26]
- Godena-Naiditsch, Campionato Europeo a squadre 2007[27]
- Godena-Kargin, Bosna Open[28]
- Shengelia-Godena, Olimpiadi di Chanty-Mansijsk 2010[29]
- Movsesyan-Godena, Torneo di Capodanno 2010-11[30]